# Две культуры
«Две культуры» — первая часть влиятельной лекции британского учёного и писателя Чарльза Перси Сноу, изданная в 1959 году и  опубликованная в виде книги под названием «Две культуры и научная революция» в том же году. Его тезис заключался в том, что наука и гуманитарные науки, которые представляли «интеллектуальную жизнь всего западного общества», разделились на «две культуры» и что это разделение было серьезным препятствием для обеих сторон в решении мировых проблем.

## Лекция
Доклад был произнесен 7 мая 1959 года в здании Сената в Кембридже и впоследствии опубликован под названием «Две культуры и научная революция». Лекция и книга дополнены статьей Сноу, опубликованной в New Statesman от 6 октября 1956 г. и также озаглавленной «Две культуры».  Опубликованная в виде книги лекция Сноу была широко обсуждаема по обе стороны Атлантики, что побудило его к написанию в 1963 году продолжения, «Две культуры: и второй взгляд: расширенная версия двух культур и научной революции».
Позицию Сноу можно резюмировать часто повторяющейся частью эссе:

A good many times I have been present at gatherings of people who, by the standards of the traditional culture, are thought highly educated and who have with considerable gusto been expressing their incredulity at the illiteracy of scientists. Once or twice I have been provoked and have asked the company how many of them could describe the Second Law of Thermodynamics. The response was cold: it was also negative. Yet I was asking something which is the scientific equivalent of: Have you read a work of Shakespeare's?

I now believe that if I had asked an even simpler question – such as, What do you mean by mass, or acceleration, which is the scientific equivalent of saying, Can you read? – not more than one in ten of the highly educated would have felt that I was speaking the same language. So the great edifice of modern physics goes up, and the majority of the cleverest people in the western world have about as much insight into it as their neolithic ancestors would have had.
В 2008 году Литературное приложение к «Таймс» включило «Две культуры и научную революцию» в свой список 100 книг, оказавших наибольшее влияние на западный общественный дискурс со времен Второй мировой войны.
В лекции Сноу Британская система образования осуждалась за то, что, начиная с викторианской эпохи, она чрезмерно вознаграждала гуманитарные науки (особенно латынь и греческий язык) в ущерб научному и инженерному образованию, несмотря на то, что эти научные отрасли сыграли решающую роль в победе союзников во Второй мировой войне. На практике это лишило британскую элиту (политическую, административную и промышленную) адекватной подготовки к управлению современным научным миром. Напротив, по словам Сноу, немецкая и американская школы стремились в равной степени подготовить своих граждан к естественным и гуманитарным наукам, а лучшее научное преподавание позволило правителям этих стран более эффективно конкурировать в век науки. Более позднее обсуждение «Двух культур», как правило, затемняло первоначальное внимание Сноу к различиям между британскими системами (как школьного, так и социального класса) и системами конкурирующих стран.

## Последствия и влияние
Литературный критик Ф. Р. Ливис назвал Сноу «специалистом по связям с общественностью» научного истеблишмента в своем эссе «Две культуры?»: значение Ч. П. Сноу», опубликованном в журнале The Spectator в 1962 году. Статья вызвала много негативной корреспонденции на страницах журнала.
В своей книге 1963 года Сноу, по-видимому, пересмотрел свое мышление и был более оптимистичен в отношении потенциала третьей культуры-посредника. Позднее эта концепция была подхвачена в книге Джона Брокмана «Третья культура: после научной революции». Представляя переиздание «Двух культур», Стефан Коллини утверждал, что течение времени во многом уменьшило культурный разрыв, который заметил Сноу, но не устранил его полностью. 
Книга Стивена Джея Гулда «Ежик, лис и оспа магистра» предлагает другую точку зрения. Предполагая диалектическую интерпретацию, он утверждает, что концепция Сноу о «двух культурах» не только не соответствует действительности, но и является разрушительной и недальновидной точкой зрения и, возможно, привела к десятилетиям ненужного строительства ограждений.
Саймон Кричли в книге «Континентальная философия: очень краткое введение» предлагает: 

[Snow] diagnosed the loss of a common culture and the emergence of two distinct cultures: those represented by scientists on the one hand and those Snow termed 'literary intellectuals' on the other. If the former are in favour of social reform and progress through science, technology and industry, then intellectuals are what Snow terms 'natural Luddites' in their understanding of and sympathy for advanced industrial society. In Mill's terms, the division is between Benthamites and Coleridgeans.
То есть Кричли утверждает, что сказанное Сноу представляет собой возрождение дискуссии, имевшей место в середине девятнадцатого века. Кричли описывает вклад Ливиса в разжигание спора как «жестокую атаку на личном опыте»; продолжая описывать дебаты как «знакомое столкновение в истории английской культуры», цитируя также Т. Х. Хаксли и Мэтью Арнольда.
В своем вступительном слове на Мюнхенской конференции по безопасности в январе 2014 года президент Эстонии Тоомас Хендрик Ильвес сказал, что нынешние проблемы, связанные с безопасностью и свободой в киберпространстве, являются кульминацией отсутствия диалога между «двумя культурами»: «Сегодня, лишенный понимая фундаментальных проблем и трудов в развитии либеральной демократии, компьютерные гики изобретают все более совершенные способы отслеживания людей... просто потому, что они могут, и это круто. Гуманисты, с другой стороны, не понимают лежащей в основе технологии и убеждены, например, что отслеживание метаданных означает, что правительство читает их электронные письма».

## Предшественники
Противопоставление научного и гуманитарного знания — это повторение «Спора о методах» немецких университетов 1890 года. Считается, что ссора 1911 года между Бенедетто Кроче и Джованни Джентиле, с одной стороны, и Федериго Энрикесом, с другой, оказала длительное влияние на разделение двух культур в Италии и на преобладание взглядов (объективного) идеализма над (логическим) позитивизмом. В социальных науках это также обычно воспринимается как спор между позитивизмом и интерпретативизмом.